# Ма Лин
Ма Лин (рођен 19. фебруара 1980. у Шенјангу, Љаонинг, Кина) је кинески стонотенисер. Налази се на врху светске ранг листе стонотенисера.
Он је научио да игра стони тенис када је имао пет година и постао је члан Покрајинског тима 1990. Године 1994. придружио се кинеском националном тиму. Ма Лин је једини стонотенисер који је икада освојио олимпијско злато у синглу, дублу и екипно.

## Стил
Ма Лин је агресиван играч, познат је по својим непредвидивим потезима, добрим кретањем и веома снажним ударцима. Поседује солидни бекхенд , брзо се намешта за спин, тако да има веома добар напад. Ма Лин има доста разноврсних удараца тако да је веома тешко током игре наметнути му свој стил игре, при завршници поена користи свој убитачан форхенд топ спин ударац.

## Титуле
- 1999 Светско првенство-друго место
- 2000 Светско првенство шампион
- 2002 ITTF Pro Tour Grand Finals злато
- 2003 Светско првенство шампион
- 2004 Олимпијске игре у Грчкој злато у дублу
- 2004 Светско првенство шампион
- 2005 Светско првенство друго место
- 2006 Светско првенство шампион
- 2007 Светско првенство друго место
- 2007 ITTF Pro Tour Grand Finals злато
- 2008 Олимпијске игре у Кини златне медаље у синглу и екипно
- 2009 Светско првенство треће место
- 2010 Светско првенство, злато у екипној конкуренцији.